# 聖斯德望堂 (香港)
聖斯德望堂（英語：St. Stephen's Parish）是天主教香港教區新界西南總鐸區的一所天主教教堂。位於新界下葵涌榮芳路十四號，於1980年落成。

## 堂區服務範圍

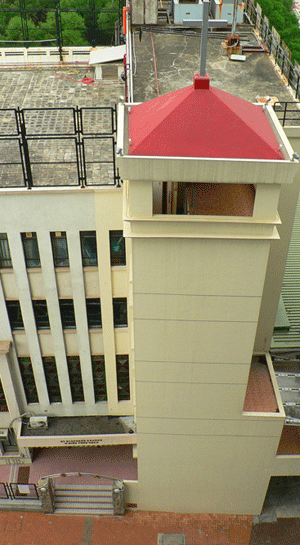
教堂鐘樓

聖斯德望堂區服務的範圍包括葵芳、葵興、葵盛東邨、葵盛西邨、荔景、麗瑤、祖堯及瑪嘉烈醫院。為方便教友參與宗教活動，除了聖斯德望堂外，堂區更包括以下的教堂：
聖吳國盛小堂（英語：Saint Peter Wu Guosheng Chapel），位於新界葵涌祖堯邨敬祖路十號（祖堯天主教小學）。1988年至2000年名為真福吳國盛小堂，屬下葵涌聖斯德望堂區，於2000年10月1日更名為聖吳國盛小堂。

## 歷史

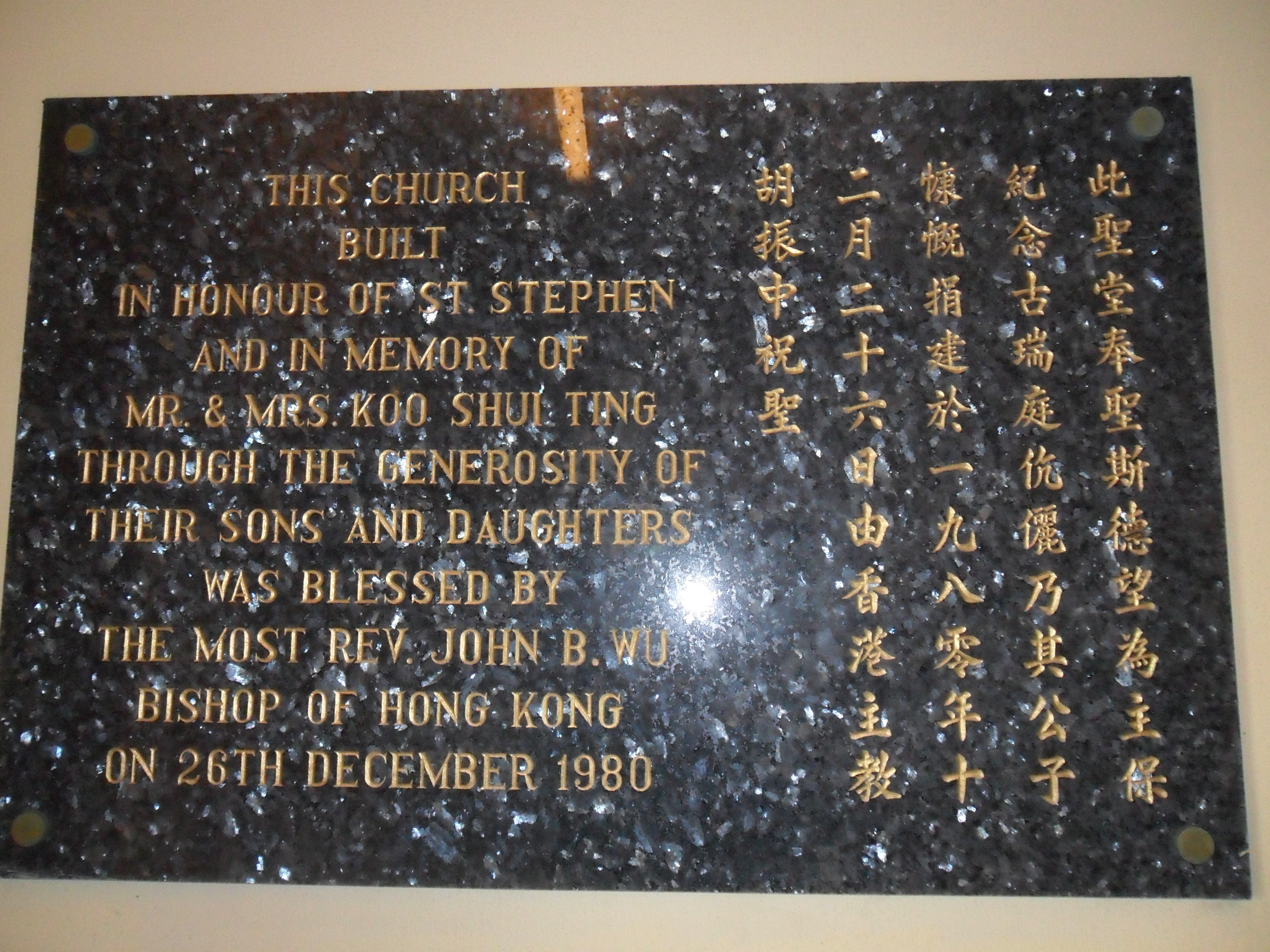
教堂石誌

在上世紀七十年代初，荃灣、葵涌及青衣的牧民工作全由葛達二聖堂堂區負責，但因應政府全力發展荃灣成為新市鎮，導致居民在短短數年內急速的增加，故此於1978年8月31日，教區委派了楊鳴章神父及瑪利諾會士盧樂民神父，到來為下葵涌的居民服務，而葵涌區亦正式從荃灣葛達二聖堂區獨立出來，堂區每週的主日彌撒分別在葵芳的守運樓、葵盛的天主教母佑會蕭明中學、荔景社區會堂、青衣郭怡雅神父紀念學校及瑪嘉烈醫院舉行。
到了1980年，聖斯德望堂建築竣工，堂區於是在7月28日從葵芳守運樓遷入現時的聖堂；同年8月6日，下葵涌聖斯德望堂區正式成立，聖堂亦於1980年12月26日祝聖啟用，以聖斯德望為堂區主保聖人，由當時香港主教胡振中（已故樞機主教）祝聖。建堂前由萬籟寂神父於荃灣搬至葵芳守運樓設立牧民中心；同時在荔景及葵盛天主教母佑會蕭明中學，開設了彌撒中心。
但隨著神職人員在過去十多年的不斷減少，再加上香港教區對於彌撒中心及各小堂的政制改革。於1999年起， 堂區架構改為「聖斯德望牧民委員會及吳國盛牧民委員會」，堂區議會則由兩個牧民委員會中各選出四位，合共八人成立。

## 建築風格

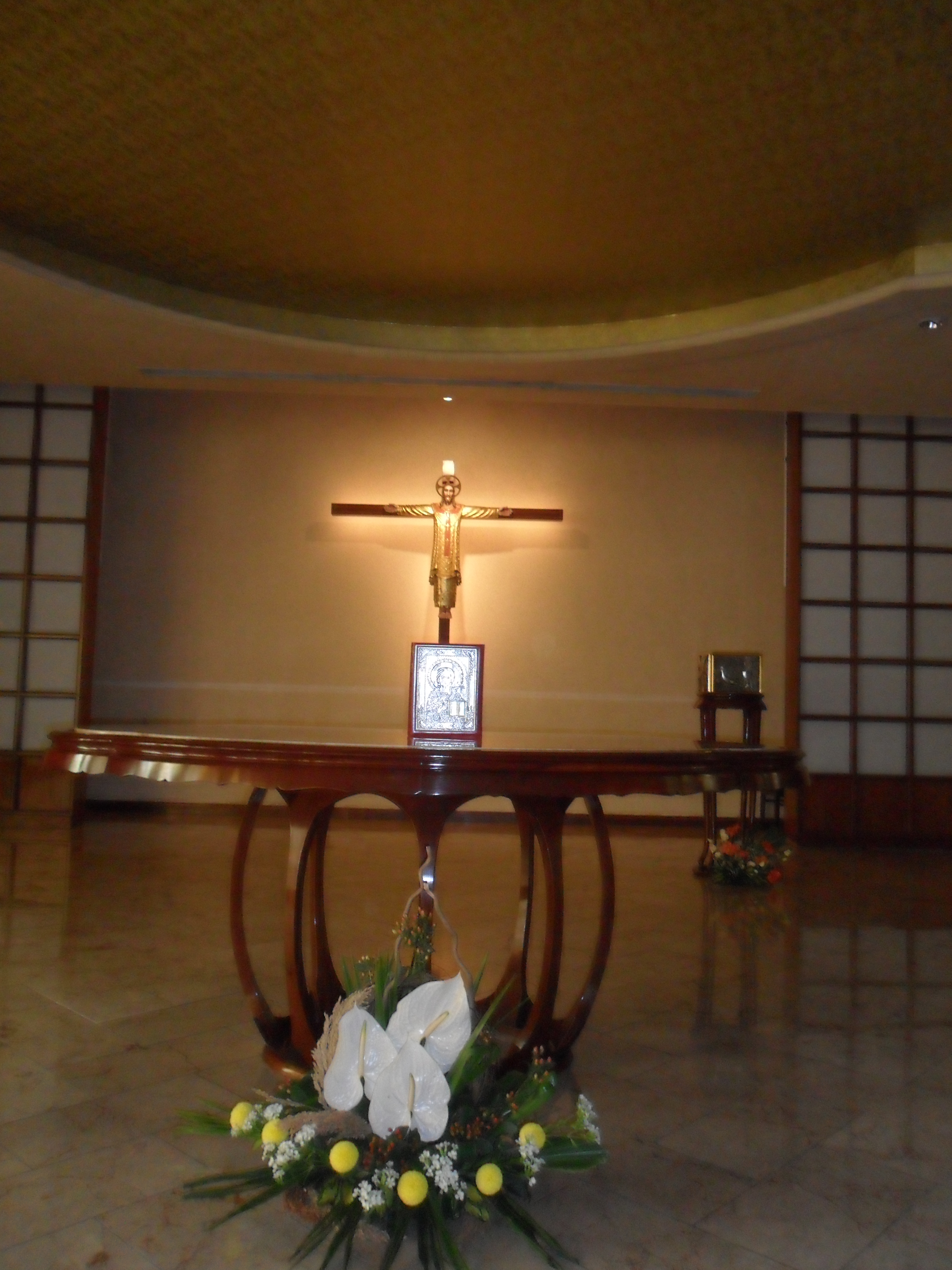
祭台

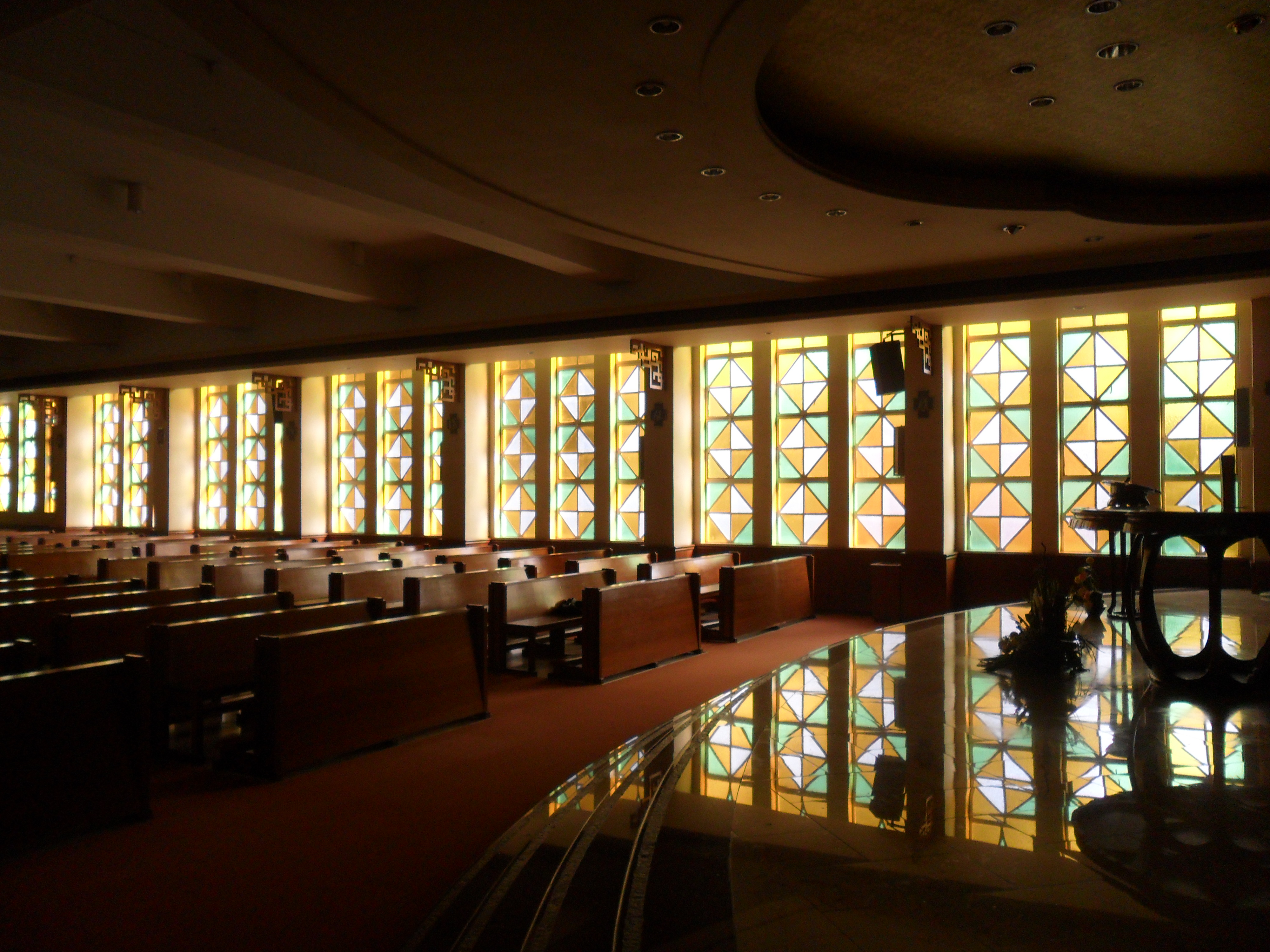
教堂內部

聖斯德望堂於1995年重修，為配合禮儀改革，有以下特點：
改善聖堂內隔音環境以增加禮儀的氣氛，使教友在參與彌撒時，更團結共融。
聖所、讀經台的位置在一個焦點非常清晰的地方，上方海棠花圖案的雲頂，特別升高半級，加上光線，令人將視線集中在祭台中央的這一點上，因此祭台的標記非常明顯清晰。加上聖堂本身是具有中國、東方味道的特色，因此，在祭台上全選用充滿中國特式的紅木來做成祭台上「傢俱」。祭台本身是用中國式的海棠花圖案，以突顯中國傳統家庭餐桌的特色。
洗禮池在聖堂門與祭台連成一線，互相對稱，互相呼應地在聖堂相對著的位置。由洗禮池到祭台參與感恩祭。洗禮池是「多用途」的，可以三種方式進行洗禮：（一）站在洗禮池的「活石」上受洗；（二）以半身站在洗禮池中央受洗及（三）全身浸在水中受洗。
聖堂兩旁顏色玻璃窗的改動，大大將聖堂在視覺上加高了空間感，也使整個玻璃窗的全貌得以顯示出來，而不像以往的被木板遮住。

## 主保聖人

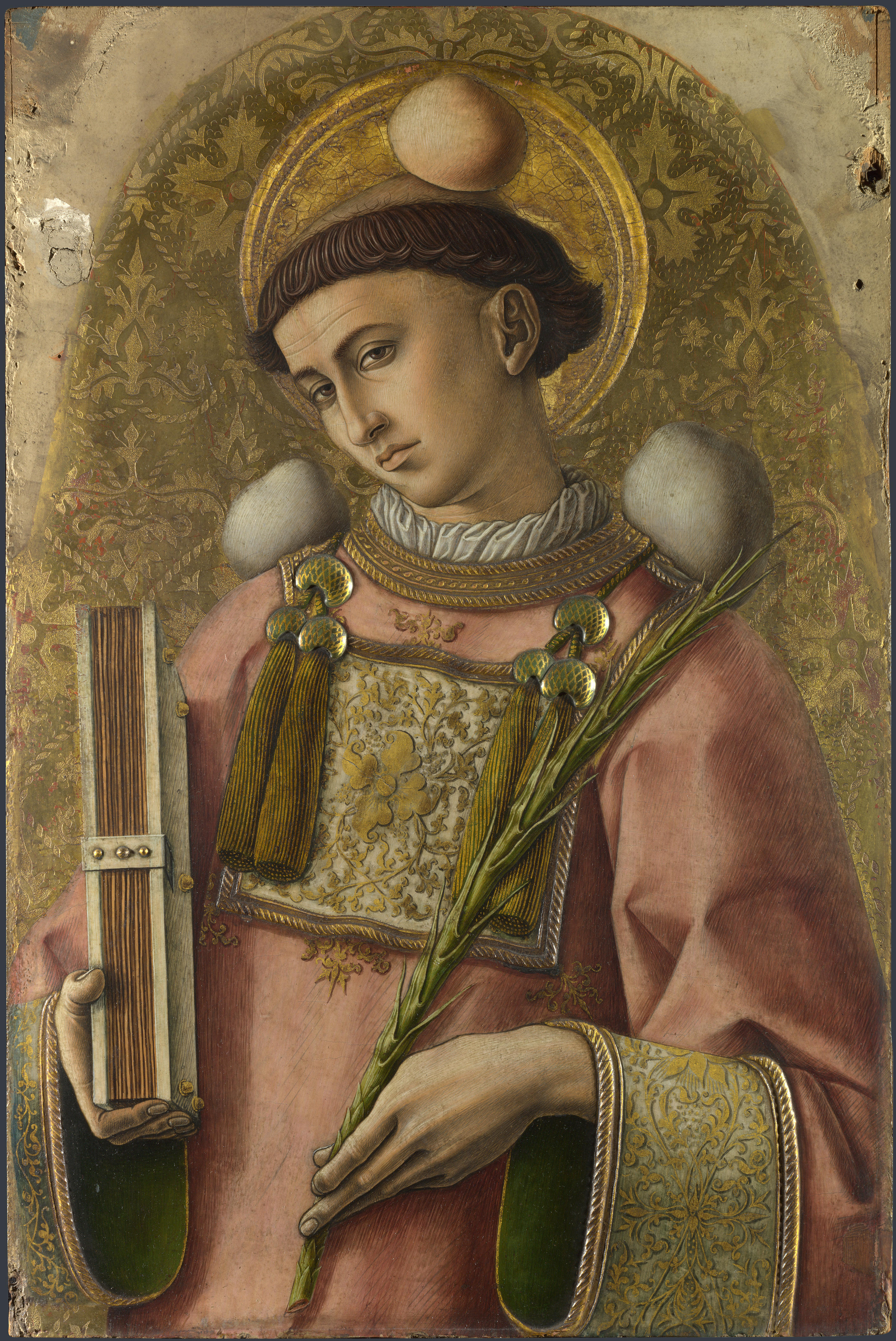
聖斯德望

聖斯德望 (Saint Stephen) 是教會首位殉道者。斯德望殉道時充滿聖神、好像天使的面容、注目向天，說出所見並屈膝跪下祈禱，求上主接納他的靈魂和寬恕砸死他的人（「主耶穌！接我的靈魂去吧！」；「主，不要向他們算這罪債。」），最後被猶太人用石頭砸死。定其慶日於12月26日。

## 堂區服務人員

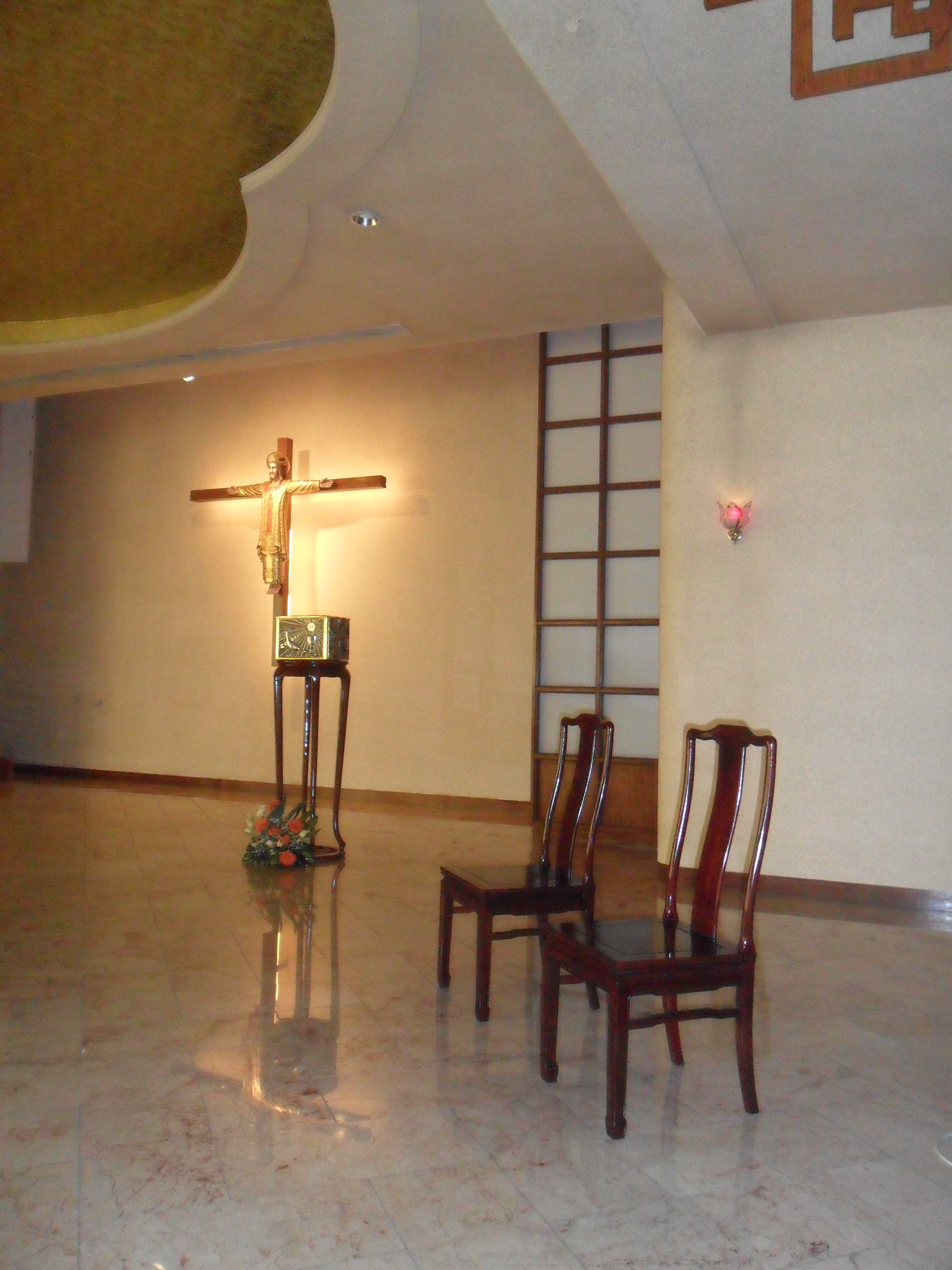
主祭坐位和聖體櫃

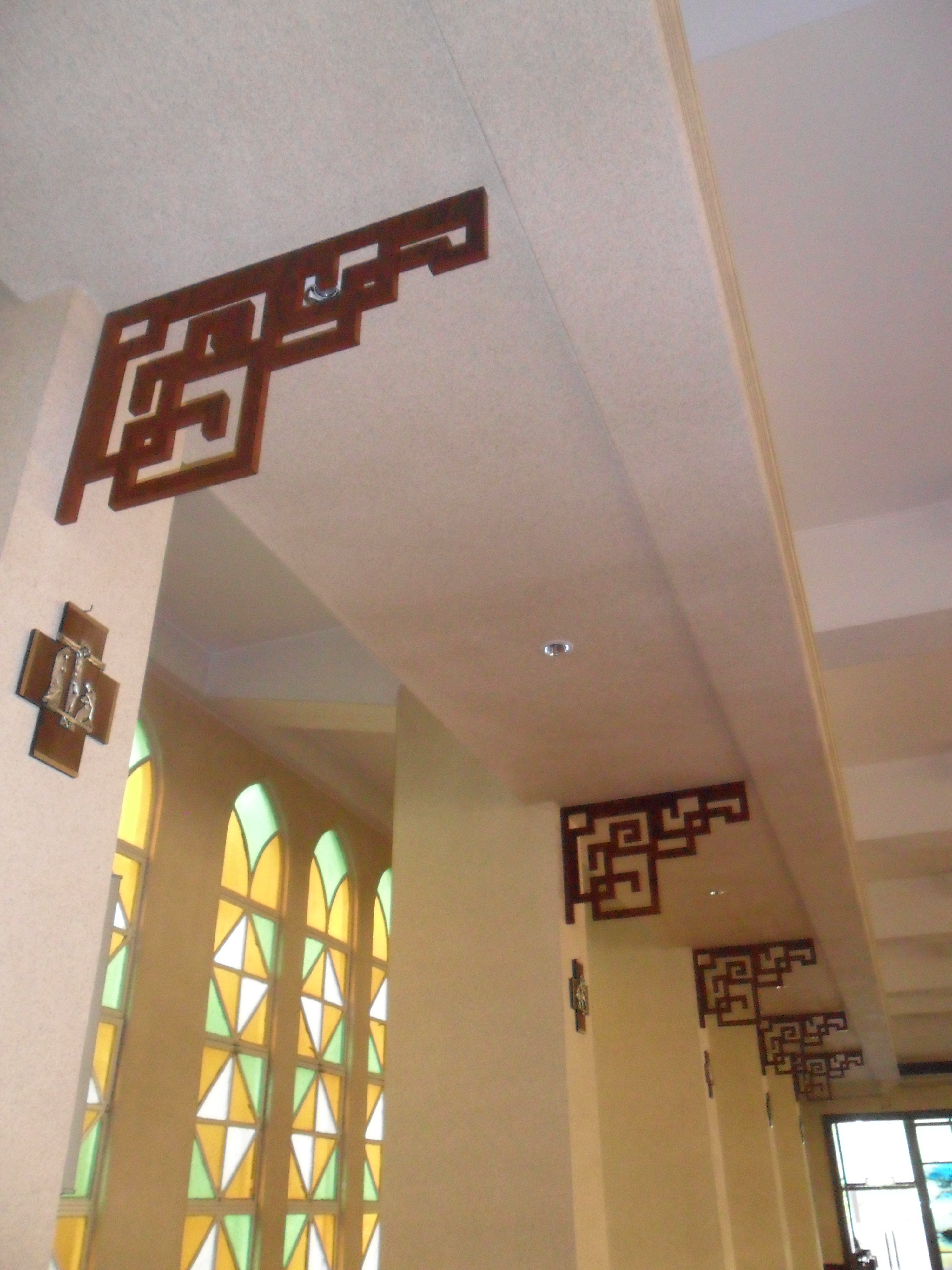
教堂內使用中式設計

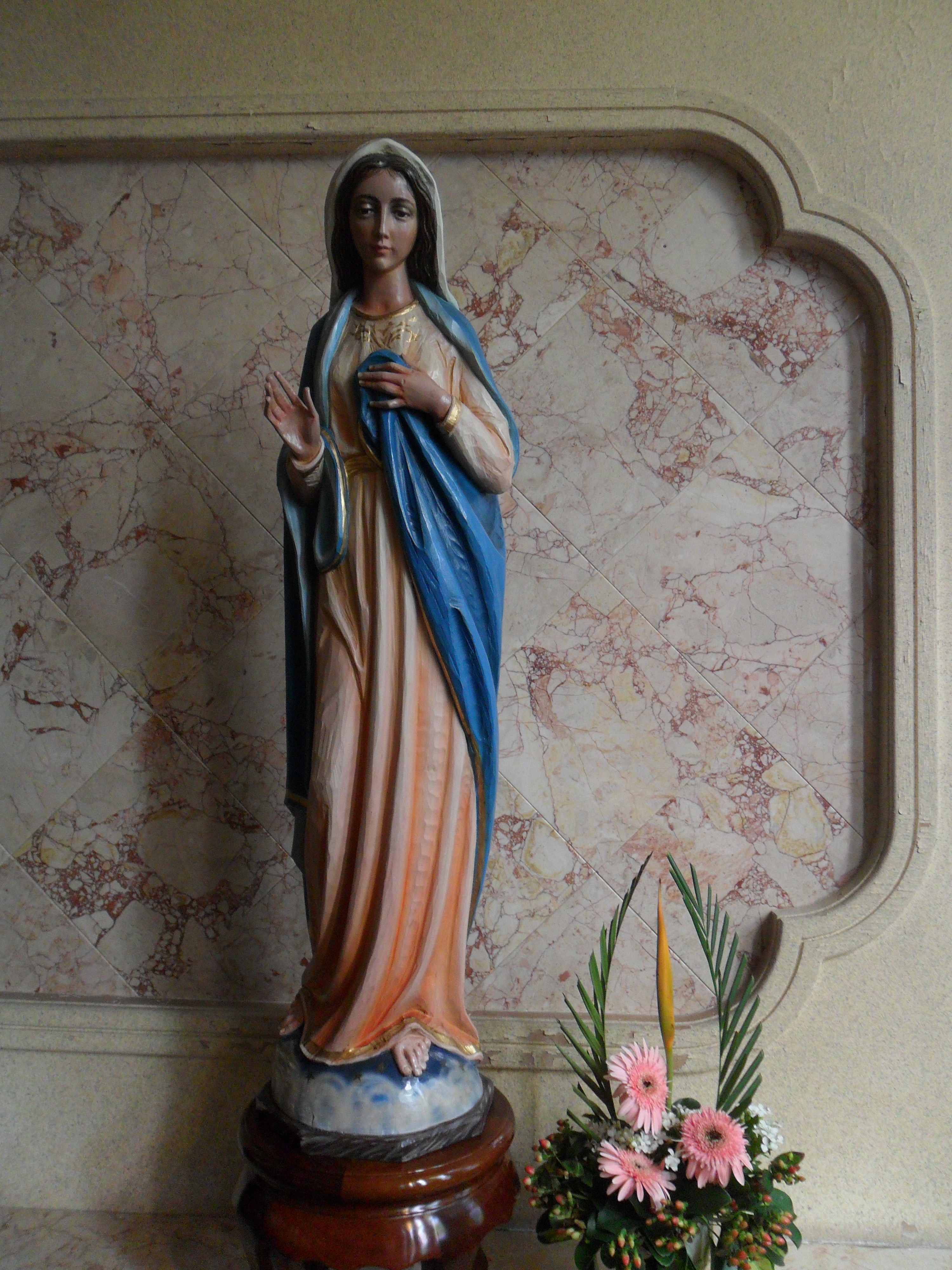
教堂內的聖母像

- 主任司鐸：薛衛道神父
- 助理主任司鐸：谷立言神父

## 彌撒及禮儀時間
- 主日彌撒：上午9：00、11：00（粵語）、下午3：30（英語）
- 星期六主日提前彌撒：下午8：00（粵語）
- 平日彌撒：上午7：15（粵語）
- 朝拜聖體：每月第二個星期五晚上８時（粵語)
- Eucharistic Adoration:2nd Sunday at 2:00pm(English)

### 聖吳國盛小堂
- 主日彌撒：上午8：00、10：00（粵語）

```
平日彌撒：(二、四)上午7：15（粵語）[學校假期除外]
```

## 聖堂開放時間
- 星期日：上午 7：15 － 下午 5：00
- 星期一至星期六：上午 6：45 － 晚上 9：30
- 公眾假期：上午 6：45 － 上午 9：00

## 堂區刊物
- 恩訊：堂區刊物，不定期出版，由聖斯德望堂堂區資訊通訊及宣傳組製作及印刷。

## 鄰近
- 聖斯德望天主教幼維園 （页面存档备份，存于）
- 葵涌蘇浙公學
- 興芳路遊樂場
- 恆景花園
- 盛芳街
- 仁芳街
- 興芳路

## 外部連結
- 聖斯德望天主堂
- 恩訊